# Jorge Marshall
Jorge Marshall Rivera (10 de junio de 1954) es un economista, académico, investigador y dirigente gremial chileno. Se desempeñó como subsecretario y ministro de Estado en la cartera de Economía, Fomento y Reconstrucción durante el gobierno del presidente Patricio Aylwin. Dejó el cargo en 1993 para asumir como consejero del Banco Central de Chile, en el periodo 1993-2003.

## Biografía

### Estudios y familia
Estudió en el Colegio San Ignacio y luego se tituló de ingeniero comercial en la Universidad de Chile. Su padre fue Enrique Marshall Silva, superintendente de Bancos entre 1968 y 1970 y luego entre 1973 y 1974. Su hermano, Enrique Marshall Rivera, fue designado por la Junta Militar, a través de decreto N° 1832 de 1973  del Ministerio de Economía, Fomento y Reconstrucción, Dirección de Industria y Comercio, Coordinador General para los asuntos relacionados con la renegociación de la deuda externa. También fue superintendente de Bancos entre 2000 y 2005 durante el Gobierno de Ricardo Lagos y consejero del Banco Central (BC) entre 2005 y 2015. Su tío, Jorge Marshall Silva, ocupó la gerencia general del Departamento de Estudios del BC durante los gobiernos de Jorge Alessandri (una parte), Eduardo Frei Montalva y Salvador Allende.

## Trayectoria profesional
Alcanzó el grado de doctor en economía en la Universidad de Harvard, Estados Unidos. Se desempeñó como investigador asociado de Cieplan; profesor de economía de la Universidad de Santiago, de Chile, Católica, Alberto Hurtado y profesor del Programa de Posgrado de Economía de Ilades-Georgetown University. También fue consultor de Naciones Unidas, el Banco Mundial (BM) y la Organización Internacional del Trabajo (OIT).

## Trayectoria política
Fue subsecretario de Economía entre marzo de 1990 y septiembre de 1992 y luego ministro entre 1992 y 1993.
Desde esa cartera promovió reformas a la ley de propiedad intelectual, estatuto de la inversión extranjera, administración pesquera y régimen de competencia en telecomunicaciones. También jugó un rol en acuerdos comerciales entre países de la región.
En diciembre de 1993 ingresó al Banco Central como consejero en reemplazo de Juan Eduardo Herrera, ocupando desde ahí el cargo de vicepresidente e interinamente el de presidente entre junio y septiembre de 1996, tras la renuncia de Roberto Zahler.
Ha publicado varios artículos sobre la economía chilena, con especial referencia a la política macroeconómica, economía financiera y crecimiento.
Fue vicepresidente de BancoEstado y participó en el equipo que elaboró el programa de Gobierno de Michelle Bachelet.
Dejó la entidad financiera en agosto de 2008 con el objeto de concentrar su tiempo en Fundación Expansiva. Desde octubre de 2008 fue director del Instituto de Políticas Públicas Expansiva/UDP. Luego pasó a la Universidad Andrés Bello como decano de la Facultad de Economía y Negocios.
En 2014 fue elegido presidente de la Cámara Marítima y Portuaria de Chile.
Es militante del PPD pero sus orígenes políticos se remontan a fines de los años '60 cuando se creó el MAPU.

### Condecoraciones extranjeras
- Gran Cruz de la Orden de la Cruz del Sur ( Brasil, 1993).